# Тара (приток Иртыша)
Та́ра (сиб. 
Тар) — река в Новосибирской и Омской областях, правый приток Иртыша. В Новосибирской области протекает по территории Северного и Кыштовского районов, в Омской области — по территории Большереченского, Муромцевского и Тарского районов.
Длина реки — 806 км, площадь водосборного бассейна — 18 300 км².

## Этимология
Гидроним зафиксирован в XVI веке как Тар, позже преобразовалось в Тара. Слово тар имеет тюркское происхождение, так на татарском тар — «неширокий, узкий».

## Гидрология и география

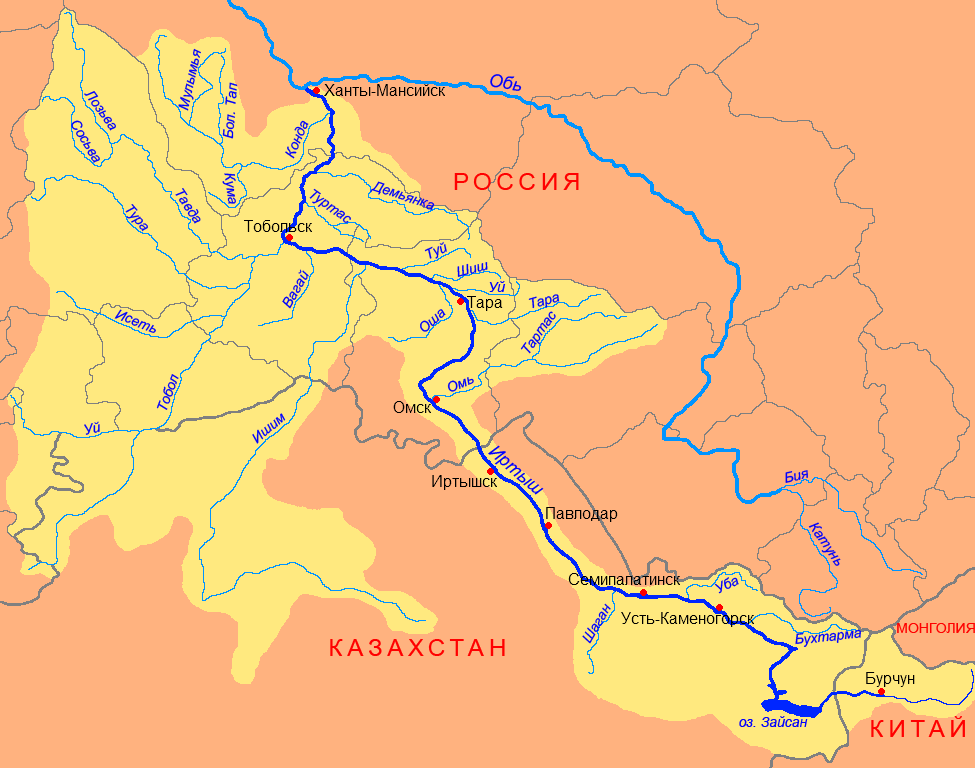
Бассейн Иртыша

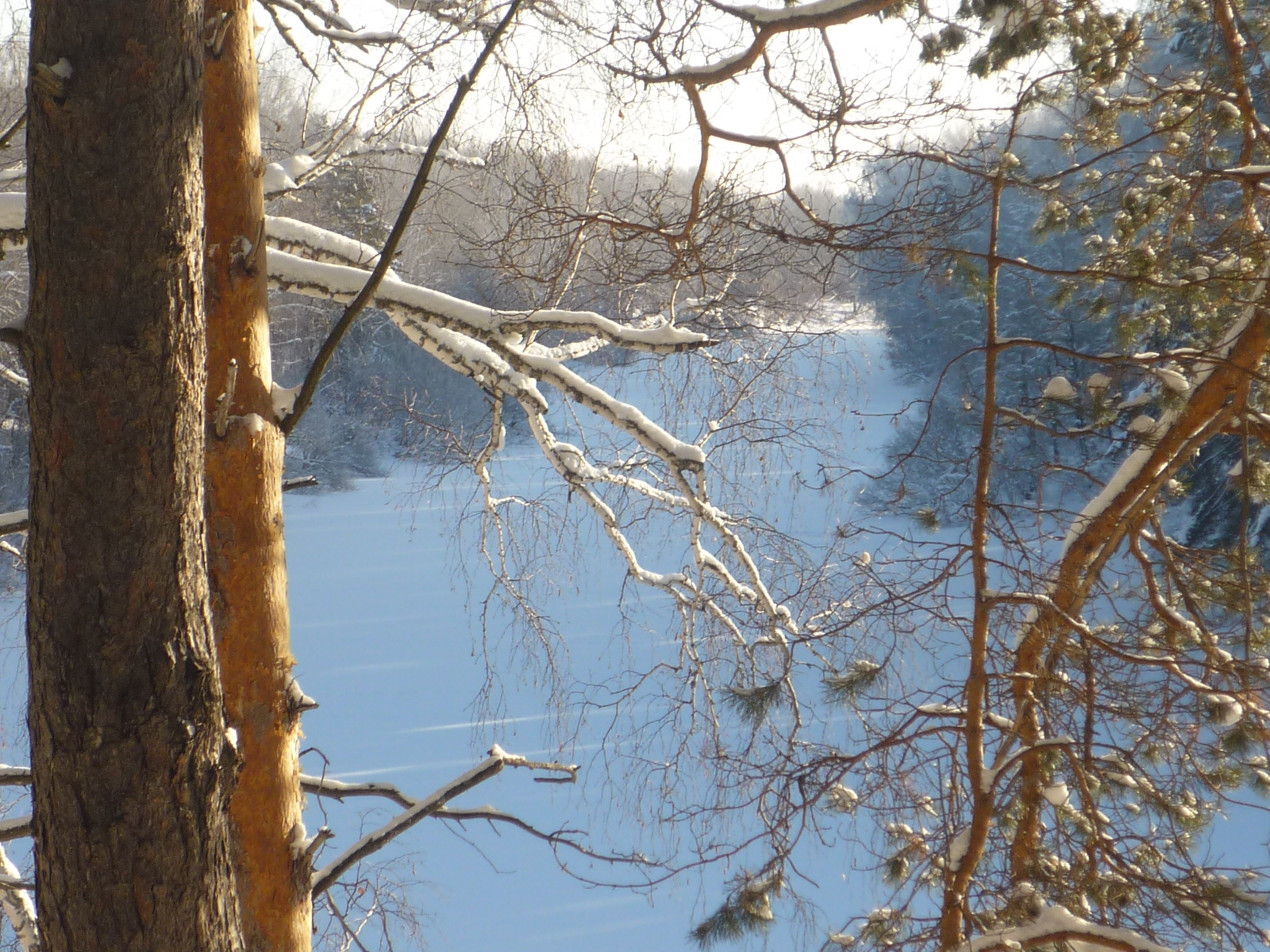
Замёрзшая старица реки Тара, Муромцевский район Омской области

Берёт начало на высоте 135 м над уровнем моря в заболоченном междуречье Оби и Иртыша, истоки расположены в Новосибирской области на Васюганской равнине. Впадает в реку Иртыш по правому берегу в 1470 км от его устья на высоте 57 м над уровнем моря. Общее падение реки — 78 м.
Питание смешанное, с преобладанием снегового. Среднегодовой расход воды в 108 км от устья — 42,12 м³/с.
Поверхность бассейна плоская, заболоченная, слабо пересечённая, форма бассейна асимметричная. Все значительные притоки впадают с правой стороны.
Пойма Тары двусторонняя, в основном заболоченная, местами покрыта луговой растительностью, ширина от 300 м до 3 км.
Русло извилистое, неразветвлённое, шириной от 0,8 до 46 м. Глубина на перекатах от 0,3 до 1,3 м, на плёсах до 15 м. Средние скорости течения 0,07-0,2 м/с на плёсах и 0,2-0,5 м/с на перекатах. Берега крутые, отвесные, иногда обрывистые.
Долина реки в верхнем течении имеет пологие склоны, незаметно сливающиеся с прилегающей местностью. Преобладающая ширина около 200 м, в нижнем течении расширяется до 5 км, склоны высокие.
Тара замерзает в конце октября — начале ноября. В суровые зимы на перекатах перемерзает. Освобождается ото льда в конце апреля — начале мая. Судоходна на протяжении 350 км от устья до Кыштовки, в половодье (с апреля по июнь) — выше.

## Притоки
- 4 км: Зимовная;
- 12 км: Булумбаевка;
- 12 км: Коршуновка;
- 40 км: Инцисс;
- 78 км: Бергамак (дл. 62 км);
- 93 км: Настасова;
- 106 км: Сюткес;
- 110 км: Шайтанка (пр);
- 118 км: Шайтанка (лв);
- 132 км: Черталинка;
- 138 км: Юлгонка;
- 158 км: Курневка;
- 163 км: Нижняя Тунгуска (дл. 55 км);
- 203 км: Верхняя Тунгуска (дл. 55 км);
- 289 км: Калинка;
- 318 км: Чека (дл. 295 км);
- 383 км: Майзас (дл. 168 км);
- 436 км: Крутиха;
- 439 км: Куляба;
- 442 км: Чёрная;
- 455 км: Чернаковка;
- 472 км: без названия;
- 473 км: Кучаковка;
- 487 км: Богутовка;
- 522 км: Базыл;
- 533 км: Межовка;
- 546 км: без названия;
- 554 км: Еласска;
- 562 км: Каевка;
- 580 км: без названия;
- 589 км: Ича (дл. 71 км);
- 608 км: Белуга;
- 632 км: Биазинка;
- 675 км: Ичкала;
- 688 км: Большая Барсучка;
- 714 км: Клименка[6].

## Населённые пункты
От истока к устью на реке расположены населённые пункты: Малокарагаевка, Ичкала, Бергуль, Кордон, Биаза, Весёлая, Ургуль, Остяцк, Межовка, Макаровка, Понькино, Новый Майзас, Старый Майзас, Вятка, Агачаулово, Кыштовка, Вараксино, Чекиаул, Садовка, Ядрышкино, Заливино, Альменево, Бакейка, Воскресенка, Гузенево, Старая Скирла, Малокрасноярка, Юдинка, Низовое, Льнозавод, Ушаково, Чинянино, Плотбище, Муромцево, Кокшенёво, Лисино, Бергамак, Окунево, Инцисс, Алексеевка, Чеплярово, Усть-Тара.

## Данные водного реестра
По данным государственного водного реестра России относится к Иртышскому бассейновому округу, водохозяйственный участок реки — Иртыш от впадения реки Омь до впадения реки Ишим, без реки Оши, речной подбассейн реки — бассейны притоков Иртыша до впадения Ишима. Речной бассейн реки — Иртыш.